# Franc Cvenkelj
Franc Cvenkelj, slovenski alpski smučar, * 1. maj 1925, Tržič, † 27. maj 1997, Jesenice.
Cvenkelj je za Jugoslavijo nastopil na Zimskih olimpijskih igrah 1956 v Cortini d'Ampezzo, kjer je v smuku osvojil 22., v veleslalomu 40. in v slalomu 42. mesto.